# František Josef du Toy
František Josef du Toy (též německy Franz Joseph du Toy, 7. října 1722 Praha – 24. prosince 1784 Praha) byl český lékař, anatom, chirurg, botanik a odborný spisovatel působící jako děkan lékařské fakulty pražské Ferdinandovy univerzity, v letech 1767 a 1777 pak jako univerzitní rektor.

## Životopis
Narodil se v Praze v rodině francouzského původu. Studium lékařství nastoupil roku 1739 na Ferdinandově univerzitě v Praze, zakončil jej roku 1744 doktorátem filozofie a medicíny. Téhož roku provedl se svými kolegy jednu z prvních veřejných pitev na pražské lékařské fakultě. Následně vyrazil na studijní pobyty na univerzitách v Lipsku, Míšni, Würzburgu a Halle v Německu. Zejména přínosným pro něj byl pobyt na univerzitě v nizozemském Leidenu, kde poznal několik nových medicínských a přídodovědeckých metod.   
Po návratu do Prahy se v lékařství zaměřil na anatomii. Vyučoval na pražské Ferdinandově univerzitě, roku 1747 zde byl jmenován mimořádným profesorem anatomie, chirurgie a botaniky, roku 1749 potom řádným profesorem anatomie a fyziologie, jakožto vůbec první profesor anatomie v českých zemích. Mezi jeho studenty patřil mj. pozdější anatom Josef Tadeáš Klinkoš. Roku 1747 zavedl soukromé přednášky odborného vzdělávání porodních asistentek. Na profesuru rezignoval roku 1761.   
Zasloužil se o zřízení českého anatomického muzea, které vybavil mj. exponáty ze svých soukromých sbírek. Opakovaně, celkem čtyřikrát, mezi lety 1752 a 1779 zastával funkci děkana pražské lékařské fakulty, v letech 1767 a 1777 působil dvakrát jako rektor Ferdinandovy univerzity. Tiskem uveřejnil několik odborných lékařských prací, týkajících se mj. anatomických poznatků.  
Zemřel 27. prosince 1784 v Praze ve věku 62 let. Patrně zde byl také pohřben.